# Gabarhabicht
Der Gabarhabicht (Micronisus gabar, Synonym: Falco gabar) ist ein Greifvogelart aus der Unterfamilie der Singhabichte, die mit Ausnahme der tropischen Regenwaldgebiete fast überall in Afrika südlich der Sahara vorkommt.
Es werden drei Unterarten unterschieden, die sich in ihrer Größe und in der Intensität der grauen Färbung unterscheiden.
- M. g. niger (Vieillot, 1823) – Von Senegal und Gambia im Westen über Kamerun, den Tschad, den südlichen Sudan und den Südsudan bis Eritrea, dem westlichen Jemen und der saudi-arabischen Provinz Dschāzān im Osten.
- M. g. aequatorius Clancey, 1987 – Vom Äthiopischen Hochland im Norden über Ostafrika bis in den Süden der Demokratischen Republik Kongo, den Norden von Sambia und den Norden von Mosambik.
- M. g. gabar (Daudin, 1800) – Angola, Sambia und Südmosambik bis Südafrika.

## Merkmale

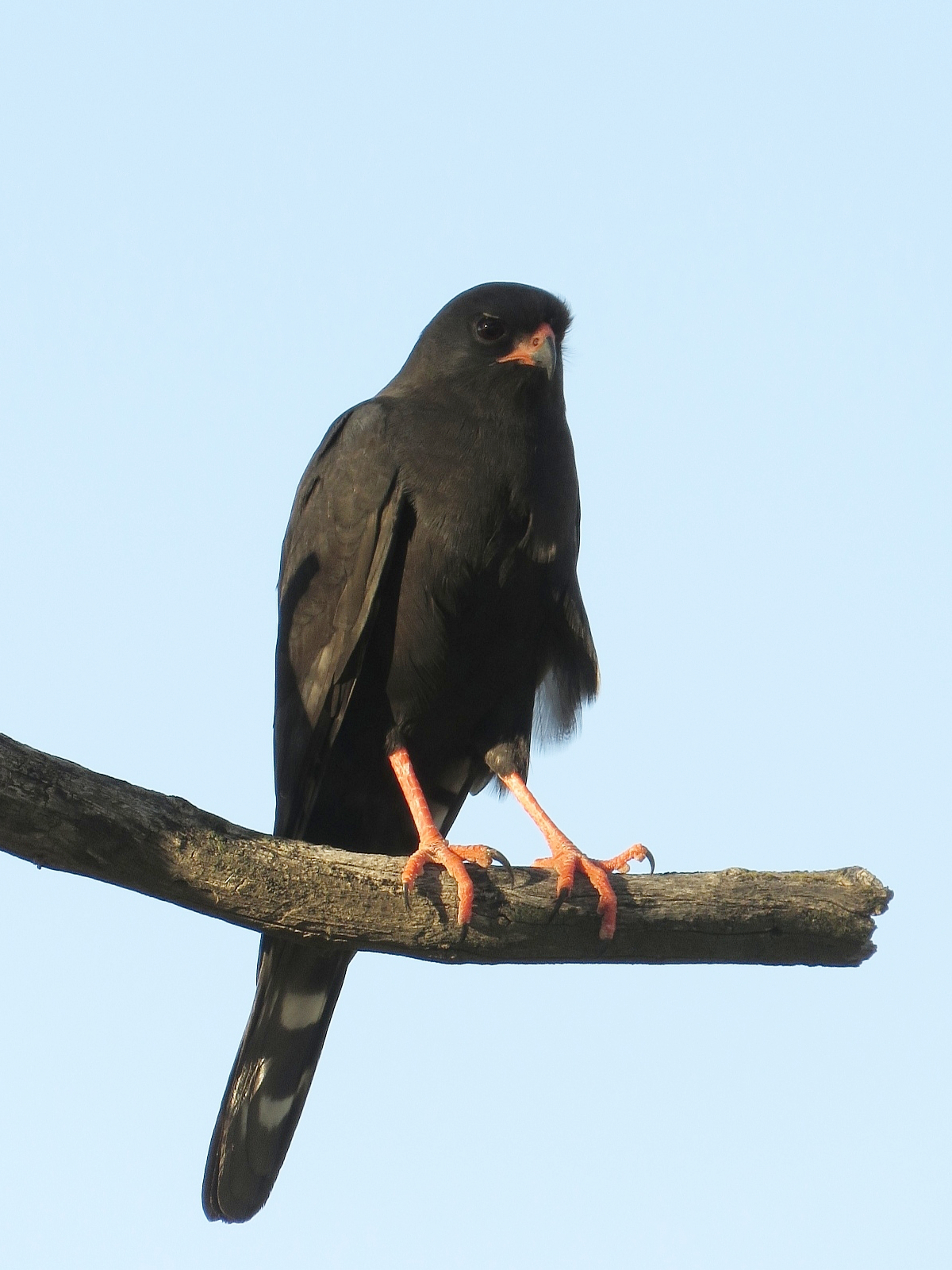
Melanistische Morphe des Gabarhabichts

Die Vögel erreichen eine Gesamtlänge von 28 bis 36 Zentimeter und eine Flügelspannweite von 55 bis 66 Zentimeter. Weibchen werden größer und schwerer (167–240 g) als die Männchen (90–173 g). Das Gefieder der meisten Exemplare ist hellgrau mit weißlichem, dunkel quer gestreiften Brust und Bauch. Daneben tritt auch eine schwärzliche, melanistische Morphe auf, die je nach Region 6,5 bis 25 % der Population ausmacht. In Regionen mit einer höheren Niederschlagsrate ist sie häufiger. Jungvögel der grauen Morphe sind braun, mit einer Streifenzeichnung auf der Brust, das Hinterteil ist weiß. Die Jungvögel der melanistischen Morphe sind braungrau gefärbt. Die Iris adulter Exemplare ist dunkelrot, die der Jungvögel zunächst grau, dann gelblich und schließlich orange. Die Wachshaut der Erwachsenen ist orange, die der Jungvögel zuerst grau und später gelb. Beine und Füße sind rot, bei den Jungvögel sind sie hell orange.
Vom Ovambosperber (Accipiter ovampensis) unterscheidet sich die graue Morphe des Gabarhabicht durch die einfarbig graue Kehle (vs. gebändert) und die roten Beine und Füße (vs. orange). Der der graue Morphen des Gabarhabicht sehr ähnliche Graubürzel-Singhabicht (Melierax metabates) ist viel größer und hat längere Beine. Auch mit dem Kuckuckshabicht (Kaupifalco monogrammicus) kann die graue Morphe des Gabarhabichts verwechselt werden. Dieser ist aber stämmiger, hat eine weiße Kehle mit einem dunklen Mittelstreifen und einen schwarzen Schwanz mit einem einzelnen weißen Balken. Der Schikrasperber (Accipiter badius) unterscheidet sich vom Gabarhabicht durch die bis zum Kopf reichende Streifung der Brust, die hellroten Augen, die gelbe Wachshaut und die gelben Beine. Die melanistische Morphe ähnelt dem Dominohabicht (Accipiter melanoleucus). Dieser ist jedoch viel größer, hat eine weiße Kehle, eine gelbe Wachshaut und gelbe Beine.

## Lebensraum und Lebensweise
Der Gabarhabicht kommt vor allem in offenen, mit Akazien und anderen dornigen Bäumen und Sträuchern bestandenen Savannen vor. Sind große Bäume an Gewässerrändern vorhanden, erweitert sich das Verbreitungsgebiet auch in Halbwüsten. Im Jemen lebt er auch in Wacholderwäldern, im Tschad auf saisonal überflutetem Grasland. In Tansania, Uganda und im Jemen wurde er bis in eine Höhe von 2000 Metern beobachtet. Die Vögel sind wahrscheinlich Teilzieher und verlassen einige Gegenden in der Trockenzeit.
Gabarhabichte ernähren sich bevorzugt von kleinen Vögeln mit einem Gewicht von 10 bis 80 Gramm. Hin und wieder werden auch größere Vögel mit einem Gewicht bis zu 325 Gramm gefangen, darunter junge Helmperlhühner, Frankoline oder Spornkuckucke, außerdem kleine Reptilien, Kleinsäuger und große Insekten. Potentielle Beutetiere werden aktiv verfolgt; flüchten sie in ein Versteck, verfolgt der Habicht sie auch zu Fuß. Die Nester von Webervögeln werden im schnellen Vorbeiflug geplündert.

## Fortpflanzung
Die Fortpflanzungsperiode beginnt für gewöhnlich am Ende der Trockenzeit. Das Nest wird 3 bis 25 Meter über dem Boden vor allem durch das Weibchen in der Krone eines oft dornigen Baumes gebaut. Es besteht aus kleinen Zweigen und hat im Durchschnitt einen Durchmesser von 35 Zentimeter und eine Höhe von 10 Zentimeter. Im Unterschied zu den Accipiter-Arten wird es innen nicht mit grünen Blättern oder Rindenstreifen, sondern mit Erde, Spinnweben, feineren Zweigen, Wurzeln, Papier und Gräsern ausgekleidet. Oft wird das Nest von einem Netz der kolonial lebenden Spinnengattung Stegodyphus verdeckt, wahrscheinlich um es vor Falken zu verbergen. Das Gelege besteht aus einem bis vier bläulich-weißen oder weißen Eiern, die im Abstand von 3 bis 4 Tagen gelegt und werden anschließend 33 bis 35 Tage lang, wahrscheinlich nur vom Weibchen bebrütet. Die Jungvögel schlüpfen in Abständen von 2 bis 4 Tagen. Die der grauen Morphe haben ein weißes Daunengefieder, das der dunklen Morphe ist grau. Selbst wenn beide Erwachsenen zur grauen Morphe gehören, können auch melanistische Jungvögel vorkommen. Sie werden nach 30 bis 35 Tagen flügge.

## Gefährdung
Die IUCN schätzt den Bestand des Gabarhabichts vor allem aufgrund des großen Verbreitungsgebietes als ungefährdet ein.